# Port lotniczy Kerikeri
Port lotniczy Kerikeri (IATA: KKE, ICAO: NZKK) – port lotniczy położony w Kerikeri, na Wyspie Północnej, w Nowej Zelandii.